# Antonio Ferrua
Antonio Ferrua (Trinità, 1901 - Roma, 25 de maio de 2003 ) foi um arqueólogo e padre jesuíta italiano.
Nascido na região do Piemonte, noroeste de Itália, foi ordenado padre  em 1930. Em 1933 graduou-se em letras clássicas na Universidade de Turim com uma tese sobre os epigramas de Dâmaso (Epigrammata damasiana), e em 1937 graduou-se em epigrafia cristã no Pontifício Instituto de Arqueologia Cristã, em Roma.
Em 1940, Antonio Ferrua foi chamado pelo Papa Pio XII para trabalhar nas escavações do suposto túmulo de São Pedro, na Necrópole do Vaticano. Na época houve uma intensa disputa com outra grande personalidade da arqueologia  italiana, Margherita Guarducci, sobre a alegada descoberta dos ossos de São Pedro. A querela durou até o final da longa vida do arqueólogo.
Ferrua foi professor e reitor do Pontifício Instituto de Arqueologia Cristã , secretário da Pontifícia Comissão de Arqueologia Sacra (Pontificium consilium archaeologiae sacrae) e curador da Biblioteca do Vaticano.
Foi também membro de várias instituições acadêmicas, incluindo a Pontificia Accademia Romana di Archeologia, a Romana Società di Storia Patria, o Istituto Nazionale di Studi Romani  e o Deutsches Institut Archeologisches, em Roma.